# Sergej Bazarevitsj
Sergej Valerianovitsj Bazarevitsj (Russisch: Сергей Валерьянович Базаревич) (Moskou, 16 maart 1965) is een voormalig basketbalspeler die speelde voor de nationale teams van de Sovjet-Unie, Gezamenlijk team en voor Rusland. Hij heeft ook een Grieks paspoort. Hij kreeg de onderscheiding Meester in de sport van Rusland in 1994.

## Carrière
Bazarevitsj begon zijn carrière in 1983 bij CSKA Moskou. Hij zou daar blijven spelen tot 1988. Van 1988 tot 1992 speelde hij voor Dinamo Moskou. In 1992 ging hij naar Turkije om te spelen voor Yıldırım Bosna SK. In 1993 ging hij spelen voor het Turkse Tofaş BK. In 1994/95 begon hij in de NBA bij de Atlanta Hawks maar na tien wedstrijden ging hij naar Spanje om te spelen bij Cáceres CB. In 1995 ging hij weer naar Dinamo Moskou en in 1996 weer naar CSKA Moskou. In 1997 ging hij weer naar Turkije om te spelen voor Türk Telekom. Speelde ook nog een seizoen voor UG Goriziana in Italië en bij PAOK Saloniki in Griekenland. Hij sloot zijn carrière af in 2000 bij de Sint-Petersburg Lions.

## Coach
Na zijn periode als speler werd Bazarevitsj coach van verschillende teams in Rusland. Hij was coach van Dinamo Moskou, CSKA Moskou 2, CSK VVS Samara, Rusland onder-20, Krasnye Krylja Samara en Lokomotiv-Koeban Krasnodar. Met Krasnye Krylja Samara won hij de EuroChallenge in 2013. In 2015 werd hij coach van Acqua Vitasnella Cantù uit Italië. Na één jaar stapte hij over naar Trabzonspor Medical Park in Turkije. In 2016 werd Bazarevitsj coach van het Nationale mannen team van Rusland. Hij werd ontslagen nadat het nationale team zich niet kwalificeerde voor de Olympische Spelen van Tokio. In 2022 werd hij hoofdcoach van BK Samara.

## Privé
Bazarevitsj zijn moeder, Ljoedmila Bazarevitsj, was een basketbalspeelster die uit kwam voor de Sovjet-Unie.

## Erelijst
- Landskampioen Sovjet-Unie: 2
  - Winnaar: 1984, 1988
- Landskampioen Rusland: 1
  - Winnaar: 1997
- Wereldkampioenschap:
  - Zilver: 1990, 1994
- Europees kampioenschap:
  - Zilver: 1993
- Goodwill Games:
  - Brons: 1990

## Speler
4 Vētra ·
5 Bazarevitsj ·
6 Berezjnyj ·
7 Melesjtsjenko ·
8 Lopatov ·
9 Tichonenko  ·
10 Zjoekanenko ·
11 Moerzin ·
12 Soecharev ·
13 Koroljov ·
14 Podkovyrov ·
15 Pintsjoek ·
Coach: Garastas
· Assistent-coach: 
· Assistent-coach: 
4 Vētra ·
5 Sokk ·
6 Berezjnyj ·
7 Melesjtsjenko ·
8 Lopatov ·
9 Tichonenko  ·
10 Bazarevitsj ·
11 Volkov ·
12 Soecharev ·
13 Koroljov ·
14 Bilostinnyj ·
15 Pintsjoek ·
Coach: Garastas
· Assistent-coach: Chromajev
· Assistent-coach: 
4 Vētra ·
5 Bazarevitsj ·
6 Miglinieks ·
7 Gorin ·
8 Panov ·
9 Tichonenko ·
10 Berezjnyj ·
11 Nosov ·
12 Soecharev ·
13 Gadasjev ·
14 Volkov ·
15 Bilostinnyj ·
Coach: Selichov
· Assistent-coach: Sidjakin
· Assistent-coach: 
4 Gorin ·
5 Sjakoelin ·
6 Soecharev ·
7 Astanin ·
8 Nosov ·
9 Bazarevitsj ·
10 Babkov ·
11 Michajlov ·
12 Karasjov ·
13 Fetisov ·
14 Panov ·
15 Kondratov ·
Coach: Selichov
· Assistent-coach: 
· Assistent-coach: 
4 Pasjoetin ·
5 Domani ·
6 Gratsjev ·
7 Kisoerin ·
8 Nosov ·
9 Bazarevitsj ·
10 Babkov ·
11 Michajlov ·
12 Karasjov ·
13 Fetisov ·
14 Panov ·
15 Ivanov ·
Coach: Belov
· Assistent-coach: 
· Assistent-coach: 
4 Pasjoetin ·
5 Domani ·
6 Gratsjev ·
7 Kisoerin ·
8 Nosov ·
9 Bazarevitsj ·
10 Babkov ·
11 Michajlov ·
12 Karasjov ·
13 Fetisov ·
14 Panov ·
15 Ivanov ·
Coach: Belov
· Assistent-coach: 
· Assistent-coach: 
4 Karasjov ·
5 Koedelin ·
6 Domani ·
7 Kisoerin ·
8 Pasjoetin ·
9 Bazarevitsj ·
10 Babkov ·
11 Michajlov ·
12 Fetisov ·
13 Ivanov ·
14 Panov ·
15 Nosov ·
Coach: Belov
· Assistent-coach: 
· Assistent-coach: 
4 Tsjikalkin ·
5 Koebrakov ·
6 Basjminov ·
7 Kisoerin ·
8 Morgoenov ·
9 Bazarevitsj ·
10 J. Pasjoetin ·
11 Z. Pasjoetin ·
12 Fetisov ·
13 Kirilenko ·
14 Panov ·
15 Avlejev ·
Coach: Jerjomin
· Assistent-coach: 
· Assistent-coach: 

## Coach
1 Sjved ·
4 Baboerin ·
7 Fridzon  ·
8 Ivlev ·
11 Antonov ·
12 Zoebkov ·
13 Chvostov ·
15 Mozgov ·
20 Vorontsevitsj ·
22 D. Koelagin ·
30 M. Koelagin ·
41 Koerbanov ·
Coach: Bazarevitsj
· Assistent-coach: Grujić
· Assistent-coach: Bykov
· Assistent-coach: Sokolovski
2 Sopin ·
3 Karasjov ·
4 Baboerin ·
6 Motovilov ·
7 Fridzon  ·
8 Ivlev ·
11 Antonov ·
12 Zoebkov ·
20 Vorontsevitsj ·
30 Koelagin ·
31 Valiev ·
41 Koerbanov ·
Coach: Bazarevitsj
· Assistent-coach: Grujić
· Assistent-coach: Bykov
· Assistent-coach: Godlevski